# 西宁县 (青海省)
西宁县，中国旧县名，在今天的青海省。得名于明朝时陕西行都指挥使司设置的西宁卫。

## 历史
- 清朝雍正二年（1724年），省西宁卫，置西宁府及西宁、碾伯二县。
- 辛亥革命后设置西宁道，湟中县为西宁道治所。民国二年（1913年），改循化厅为循化县、改巴燕戎格抚蕃厅为化戎县（后改巴燕县、又改为化隆县）。
- 民国十八年（1929年），国民政府设立青海省，改碾伯县为乐都县、析置民和县，增设互助县。民国三十四年（1945年），析西宁县城区置西宁市。民国三十五年（1946年），因与西宁市同名，西宁县改名湟中县。1935年，第十四世达赖喇嘛，西藏政治和宗教的象征人物丹增嘉措生于藏区安多西宁县祁家川（今青海省海东市平安区红崖村）的农民家庭，乳名拉木登珠。
- 1978年10月19日，从湟中县析置平安县，设置海东地区，辖民和、乐都、湟中、湟源、平安县和互助土族自治县、化隆回族自治县、循化撒拉族自治县。1986年，民和县改称民和回族土族自治县。1999年12月，湟中县、湟源县划归西宁市管辖。2013年2月，海东撤地设市，海东市政府由平安县（今平安区）迁至新成立的乐都区。2015年2月16日，国务院批准平安县撤县设区。[1]